# Amerana
Amerana – rodzaj płazów bezogonowych z rodziny żabowatych (Ranidae).

## Zasięg występowania
Rodzaj obejmuje gatunki występujące w zachodniej części Ameryki Północnej.

## Systematyka
Rodzaj zdefiniował w 1992 roku francuski herpetolog Alain Dubois w artykule poświęconym klasyfikacji rodziny żabowatych opublikowanym w czasopiśmie Bulletin Mensuel de la Société Linnéenne de Lyon. Gatunkiem typowym jest (oryginalne oznaczenie) A. boylii.

### Etymologia
- Amerana: łac. America ‘Ameryka’; rodzaj Rana Linnaeus, 1758[1].
- Aurorana: zbitka wyrazowa epitetu gatunkowego Rana aurora Baird & Girard, 1852 oraz rodzaju Rana Linnaeus, 1758[1]. Gatunek typowy (oryginalne oznaczenie): Rana aurora Baird & Girard, 1852.
- Laurasiarana: Laurazja (ang. Laurasia); łac. rana ‘żaba’[3]. Gatunek typowy (oryginalne oznaczenie): Rana aurora Baird & Girard, 1852.

### Podział systematyczny
Do rodzaju należą następujące gatunki:
- Amerana aurora (Baird & Girard, 1852)
- Amerana boylii (Baird, 1854)
- Amerana cascadae (Slater, 1939)
- Amerana draytonii (Baird & Girard, 1852)
- Amerana luteiventris (Thompson, 1913)
- Amerana muscosa (Camp, 1917)
- Amerana pretiosa (Baird & Girard, 1853)
- Amerana sierrae (Camp, 1917)